# Glória (biztonsági eszköz)

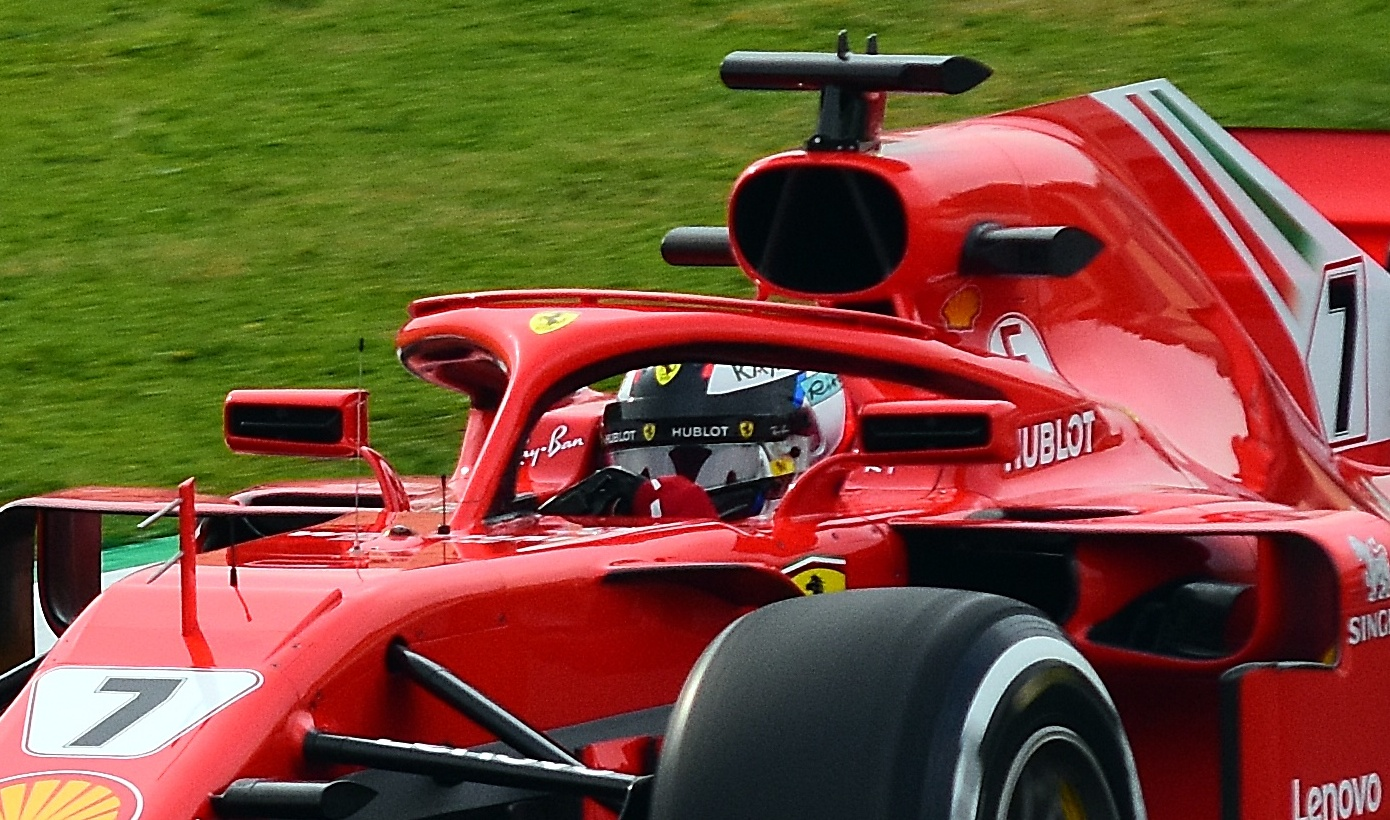
A glória rendszer egy Ferrari SF71H-n, amelyet Kimi Räikkönen vezetett a 2018. februári szezon előtti tesztelés során

A glória egy, a nyitott karosszériás versenysorozatokban használt, a versenyző biztonságát szolgáló ütközésvédelmi rendszer, amely egy ívelt rúdból áll, ami a pilóta fejét védi.
A glória első tesztjeit 2016-ban és 2017 júliusában végezték el. A 2018-as szezon óta az Nemzetközi Automobil Szövetség kötelezővé tette a glóriát minden járművön a Formula–1-ben, a Formula–2-ben, a Formula–3-ban, a Formula Regionalban, a Formula–E-ben és a Formula–4-ben is új biztonsági intézkedésként. Néhány más hasonló versenysorozat is használja a glóriát, mint például az IndyCar-sorozat, az Indy Lights, a Super Formula, a Super Formula Lights, az Euroformula Open és az Ausztrál S5000. Az IndyCarban a glória az aeroscreen szerkezeti kereteként is funkcionál.

## Felépítése
A rendszer egy rúdból áll, amely körülveszi a versenyző fejét, és három ponton csatlakozik a járművázhoz. A 2016-ban bemutatott változatban a glória titánból készült, súlya körülbelül 7 kilogramm volt, amit 9 kilogrammra emeltek 2017-ben.
A rendszert nem a csapatok fejlesztették ki, hanem az FIA által kiválasztott három jóváhagyott külső gyártó gyártja, és minden járműre ugyanaz a specifikáció vonatkozik.
Az FIA által végzett szimuláció során, 40 valós esemény adatait felhasználva, a glória használata 17%-os elméleti növekedéshez vezetett a sofőr túlélési esélyeiben.

## Történet és fejlesztés
A fejlesztés során az FIA három alapvető forgatókönyvet vizsgált: két jármű közötti ütközést, a jármű és az azt körülvevő környezet (például az akadályok) közötti érintkezést, valamint a járművekkel és törmelékekkel való ütközést. A tesztek kimutatták, hogy a glóriarendszer jelentősen lecsökkenti a vezető sérülésének kockázatát. Amikor a múltban bekövetkezett balesetek körülményei között vizsgálták a rendszert, az sok esetben képes volt megakadályozni, hogy a sisak érintkezhessen egy akadállyal. Az utolsó eset tanulmányozása során kiderült, hogy a glória képes elterelni a nagy tárgyakat, és nagyobb védelmet nyújt a kisebb törmelékekkel szemben is.

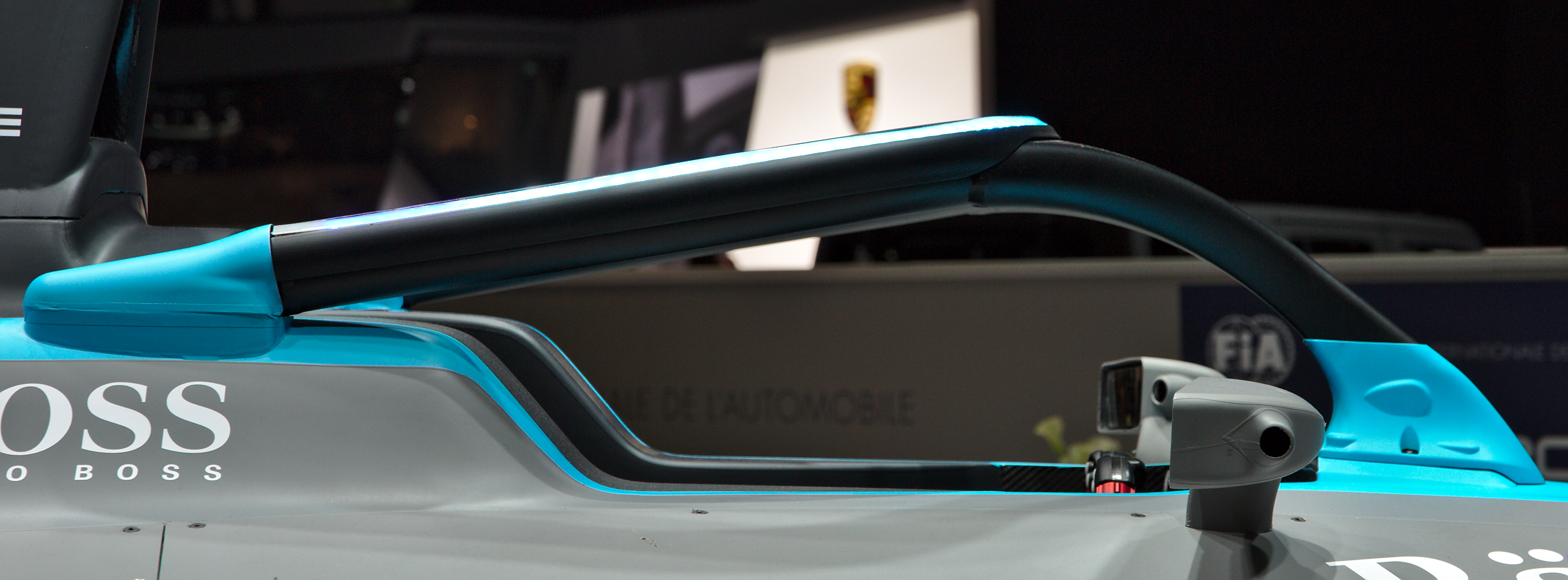
Glóriarendszer a Spark SRT05e-nél. A Gen2 autó glóriája tartalmaz egy LED szalagot, amely jelzi az autó energia-üzemmódjának szintjét (kéken világít "Támadási módban" és bíborszínben a Fanboost esetében)

2017 augusztusában mutatták be a Dallara F2 2018-at, egy új Formula–2-es autót, amelyen elsőként lett telepítve a glóriarendszer. A 2018 januárjában bemutatott SRT05e Formula E autónak is volt már glóriája. A 2018 novemberében Abu-Dzabiban bemutatott 2019 FIA Formula–3-as autón már szintén telepítették, 2021-től pedig az Indy Lights IL-15 is elkezdte használni.

### Alternatív megoldások
A glóriarendszer alternatívájaként a Red Bull Advanced Technologies kifejlesztette az átlátszó "aeroscreent". A kis burkolathoz hasonló kialakítás azonban nem kapott nagy érdeklődést az FIA részéről. Miután a sofőrök kifogásolták a glóriarendszer bevezetését, az FIA kifejlesztette a "Shieldet", ami egy átlátszó polivinil-klorid (PVC) "szélvédő". 2019-ben az IndyCarban az aeroscreent úgy adoptálták, hogy az a glóriát szerkezeti keretként használja.
Sebastian Vettel volt az első és egyetlen pilóta, aki kipróbálta a Shieldet egy Formula–1-es autóban. A 2017-es Brit Nagydíj szabadedzésein teljesített egy kört az új rendszerrel, de a tesztet idő előtt befejezték. Torz és homályos látásra panaszkodott, amely megakadályozta a vezetésben. A Shield bevezetését később kizárták, mivel nem volt garancia arra, hogy a felmerült problémák időben megoldhatók a 2018-as szezonra.

### Kezdeti fogadtatás
A rendszer némi kritikát ébresztett, mielőtt bármilyen incidensbe keveredett, beleértve Niki Laudát is, aki azt állította, hogy a rendszer eltorzította a "versenyautók lényegét". A rendszer kezdetben népszerűtlen volt a rajongók körében is, egyesek szerint vizuálisan nem tetszetős, ellentétben a nyitott pilótafülkével, és emellett akadályozta a vezető látását is. Ezzel szemben más korábbi versenyzők, köztük Jackie Stewart is, helyeselte a rendszer bevezetését, és a biztonsági övek kötelezővé tételéhez hasonlította, amelyet ugyanúgy kritizáltak, de aztán a közúti autók esetében is normává váltak. Max Verstappen gúnyosan értékelte a glóriát 2018-ban, mondván, hogy az "belerondít az eredeti DNS-be" az F1-ben, amely szerinte "kevésbé veszélyes, mint városban kerékpározni".

### Incidensek
A kezdeti kritika ellenére a közösség dicsérte a glóriát egy olyan eset után, amikor a glóriának ütközött egy másik autó. Az egyik ilyen eset a Formula–2-es versenyen Spanyolországban történt, ahol Tadasuke Makino glóriájájára landolt a japán pilóta, Nirei Fukuzumi autója, valamint a 2018-as belga nagydíjon, ahol Charles Leclerc glóriájájának ütközött Fernando Alonso repülő McLarenje, mindkét glória látható sérülést mutatott az ütközés következtében. Makino és Leclerc is a glóriának tulajdonította, hogy nagy valószínűséggel az mentette meg életüket. A Mercedes csapatigazgatója, Toto Wolff, aki a szezon elején kritizálta a glóriát, azt mondta, hogy Leclerc megmentése a sérüléstől "megéri" a glóriát használni "szörnyű esztétikája" ellenére.
A glóriának tulajdonították, hogy megmentette Alex Peroni életét, miután járműve felszállt és a földbe csapódott egy Formula–3 rendezvény során Monzában 2019. szeptember 7-én. Szintén fontos szerepet játszott Romain Grosjean védelmében a 2020-as Bahreini Nagydíjon is, ahol miután elütötte Daniil Kvjat autóját, frontálisan ütközött az akadályoknak. Az autó kettészakította az ütközésgátló falat, így az autó át tudott csúszni a résen, és levált az autó hátulja a biztonsági cellából. A glória elhárította a fal felső részét, megvédve Grosjean fejét az ütéstől. Annak ellenére, hogy kezdetben aggódtak amiatt, hogy a sofőrök nem tudnak gyorsan evakuálni a glória miatt, Grosjean nagyrészt segítség nélkül ki tudott mászni, annak ellenére, hogy az autó az ütközésekor kigyulladt. A kezén és a bokáján lévő égési sérülésekkel lépett ki a lángok közül. "Néhány évvel ezelőtt nem támogattam volna a glóriát, de most azt hiszem, ez a legnagyobb dolog, amit a Formula–1-be behoztunk, és nélküle ma nem beszélhetnék veled" - mondta Grosjean. Az 1974-es Egyesült Államok Nagydíjának glória-előtti idejében Helmuth Koinigg pilótát egy hasonló baleseti körülmény lefejezte. A 2021 -es Olasz Nagydíjon Max Verstappen és Lewis Hamilton ütközött, Verstappen kereke a glórián landolt, amely Hamilton fejét védte, Hamilton később azt mondta, hogy "megmentette az életem".

## Fordítás
Ez a szócikk részben vagy egészben  a   Halo (safety device) című angol Wikipédia-szócikk ezen változatának fordításán alapul.  Az eredeti cikk szerkesztőit annak laptörténete sorolja fel. Ez a jelzés csupán a megfogalmazás eredetét és a szerzői jogokat jelzi, nem szolgál a cikkben szereplő információk forrásmegjelöléseként.